# Calystryma meleager
Calystryma meleager är en fjärilsart som beskrevs av Druce 1907. Calystryma meleager ingår i släktet Calystryma och familjen juvelvingar. Inga underarter finns listade i Catalogue of Life.